# 와이어 본딩

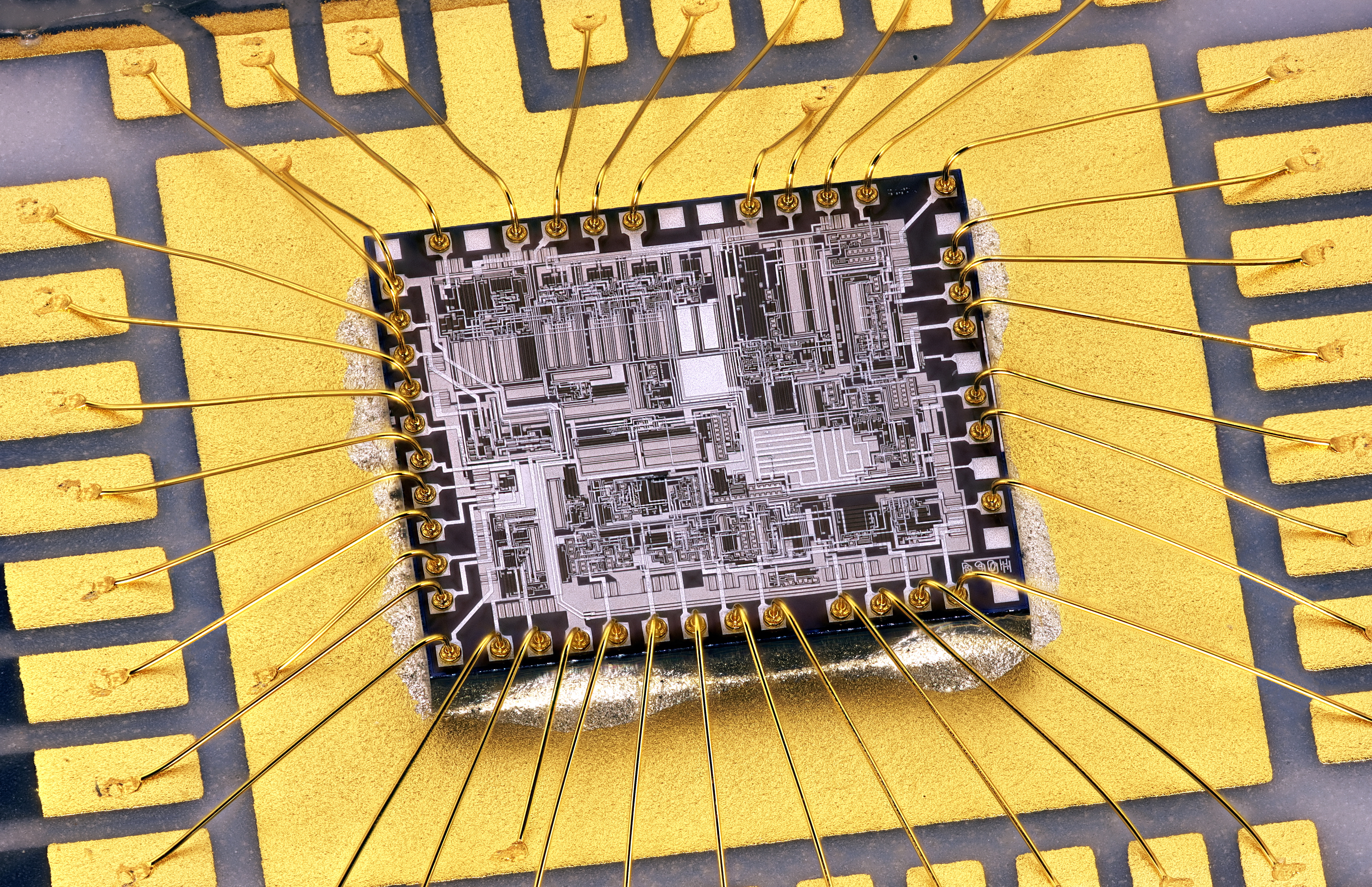

와이어 본딩(wire bonding)은 반도체 소자 제조 중에 집적 회로(IC) 또는 기타 반도체 장치와 해당 패키징 사이를 상호 연결하는 방법이다. 와이어 본딩은 IC를 다른 전자 장치에 연결하거나 하나의 인쇄 회로 기판(PCB)에서 다른 전자 장치로 연결하는 데에도 사용할 수 있지만 일반적이지는 않는다. 와이어 본딩은 일반적으로 가장 비용 효율적이고 유연한 상호 연결 기술로 간주되며 대부분의 반도체 패키지를 조립하는 데 사용된다. 와이어 본딩은 100GHz 이상의 주파수에서 사용할 수 있다.

## 재료
본드와이어는 일반적으로 다음 재료 중 하나로 구성된다.
- 알류미늄
- 구리
- 은
- 금

## 자원
- Amkor Copper (Cu) Wirebonding
- J-Devices Copper (Cu) Wirebonding 보관됨 2018-12-06 - 웨이백 머신
- Amkor Silver (Ag) Wirebonding